# Viscosia conicaudata
Viscosia conicaudata is een rondwormensoort uit de familie van de Oncholaimidae.